# Office européen de recrutement du personnel
 (octobre 2018).
Si vous disposez d'ouvrages ou d'articles de référence ou si vous connaissez des sites web de qualité traitant du thème abordé ici, merci de compléter l'article en donnant les références utiles à sa vérifiabilité et en les liant à la section « Notes et références ».
L'Office européen de sélection du personnel (abrégé en anglais : EPSO pour European Personnel Selection Office) est une agence transversale européenne chargée de la sélection de personnels destinés à travailler dans les institutions et agences de l'Union européenne, tels que le Parlement, le Conseil, la Commission, la Cour de justice, la Cour des comptes ou le SEAE. 
Chaque institution est ainsi en mesure de recruter son personnel au sein de candidats sélectionnés par l'EPSO. En moyenne, l'EPSO reçoit environ 60 000 à 70 000 demandes par an, avec près de 1 500 à 2 000 candidats recrutés par les institutions de l'Union européenne.

## Politique de sélection

### Les concours ouverts
La sélection du personnel est basée sur un système de concours ouverts. Ils sont organisés par l'EPSO pour des postes permanents en tant que fonctionnaires de carrière, et pour un nombre limité de contrats à durée déterminée en conformité avec le statut du personnel des institutions de l'UE, sur la base de critères harmonisés. L'EPSO ne peut envisager une candidature ou un CV soumis, en dehors du cadre d'un concours officiel ou de la procédure de sélection.
Les détails d'un concours ouvert à tous sont énoncés dans l'Avis de Concours, qui est publié au Journal de l'Union Européenne et disponible sur le site internet d'EPSO. L'Avis comprend l'information sur les critères de sélection, le profil de l'emploi et l'exercice des fonctions, le nombre de places sur la liste de réserve, les qualifications et l'expérience nécessaires, et le format des tests à chaque étape du processus de sélection. Pour atteindre un plus large éventail de candidats dans les États-membres, davantage d'informations sur les concours ouverts peuvent être publiées dans la presse nationale, presse spécialisée ou les médias en ligne. EPSO participe également à des salons de recrutement pour les jeunes diplômés dans les États-membres.
Le calendrier des concours est disponible sur le site internet de l'EPSO.

### Les critères de sélection
Les critères d'admissibilité pour la sélection EPSO varient en fonction du profil recherché. Sauf rares exceptions, la citoyenneté de l'Union et la connaissance approfondie d'une des langues de l'UE ainsi que la connaissance satisfaisante d'une deuxième langue officielle de l'UE sont nécessaires.

## Profils recherchés
La majorité des fonctionnaires de l'Union est composée d'agents permanents, qui sont sélectionnés par le biais d'une série d'examens ou de concours, connue sous le nom de concours ouvert (open competition), qui sont organisés par l'EPSO. Cependant, de nombreux cadres supérieurs sont recrutés à l'extérieur de la fonction publique européenne.
Les institutions de l'UE recrutent également du personnel pour des contrats courts, qui est également sélectionné par le biais de tests organisés par l'EPSO.
Les agents publics de l'Union se répartissent dans les catégories suivantes :

### Des fonctionnaires permanents
Le personnel Permanent est divisé en trois catégories : les administrateurs (AD), les assistants (AST) et d'assistants-secrétaires (AST-SC) 
Le travail des Institutions de l'UE couvre une vaste gamme de secteurs et de types de travail. Au niveau des diplômés de l'université (Licence ou Master), les fonctionnaires travaillent à la formulation des documents de négociation des projets de lois de l'Union européenne, la gestion des programmes à l'échelle européenne comme la Politique agricole, Erasmus +, , etc., ou les projets d'aide humanitaire dans le monde en développement (DG ECHO). Par ailleurs, les fonctionnaires peuvent participer à un programme de recherche scientifique, ou par exemple rédiger des mémoires en défense vis-à-vis de la Cour européenne de justice ou du Médiateur européen.
Les Assistants et les Assistants-secrétaires contribuent à la mise en œuvre des politiques dans les différents domaines d'activités de l'UE. Ils effectuent des tâches de secrétariat et contribuent au fonctionnement efficace d'une unité administrative. Ils jouent également un rôle important dans la gestion interne des institutions, notamment en matière budgétaire et financière, des ressources humaines, de l'informatique et de la documentation.

### Les agents contractuels
L'EPSO organise également la sélection des agents contractuels, qui sont engagés pour une période temporaire, avec un premier contrat de trois à six ans. Ceux-ci sont recrutés pour des tâches manuelles ou d'appui administratif. Ils peuvent être recrutés dans des domaines spécialisés, pour lesquels les institutions recherchent des compétences qu'elles n'ont pas en interne.

### Les agents temporaires
En général, l'EPSO ne sélectionne pas les agents temporaires, ce sont les recruteurs qui s'en chargent directement. Cependant, les avis de vacance de poste et le profil recherché sont publiés sur le site internet d'EPSO et envoyé aux Représentations permanentes des États Membres. Les agents temporaires sont engagés sur des postes hautement spécialisés ou pour des missions temporaires d'une période maximale de six ans.

## Des opportunités de carrière
La fonction publique européenne propose des perspectives de carrière à travers l'ensemble des institutions de l'Union européenne. Ces carrières se déroulent dans l'administration et la gestion, dans une variété de domaines des politiques publiques. Chaque Avis de concours fournit une description détaillée de l'emploi et des qualifications ou de l'expérience recherchée.
Les fonctionnaires européens travaillent dans le cadre légal du processus législatif de l'UE. Ils peuvent ainsi rédiger une communication de la Commission européenne pour lutter contre le changement climatique ou la politique de l'énergie, interpréter et de appliquer la législation de l'UE, analyser les marchés européens pour assurer une concurrence libre et loyale, superviser des opérations d'aide humanitaire ou des programmes de recherche tels que Horizon 2020. À cet égard, les scientifiques et les chercheurs occupent des postes-clés pour le développement de l'UE en matière de recherche et de développement technologique, par exemple au sein du Centre commun de recherche de la Commission européenne ou de l'Agence exécutive pour la recherche. Comme dans d'autres organisations internationales et multiculturelles, les tâches de prise en charge des Ressources Humaines, la gestion financière, les systèmes d'information et les traductions sont parmi les plus difficiles et essentielles au fonctionnement des institutions.
En effet, l'Union européenne compte 24 langues officielles. Elle constitue ainsi un employeur privilégié pour les linguistes (traducteurs, interprètes, ainsi que les juristes-linguistes (traducteurs juridiques)). Ceux-ci peuvent ainsi assurer l'interprétation lors des sommets européens, des réunions des commissions parlementaires au Parlement européen ou des documents de travail de la Commission. Ils permettent aux citoyens de lire dans leur langue la législation de l'UE, les décisions de la Cour de justice ou les débats du Parlement européen ou du Conseil européen.
Les Assistants peuvent devenir des administrateurs par le biais d'un processus de certification interne afin de prendre davantage de responsabilités.

## Processus de sélection
Les procédures de sélection ont été réformés en 2010. La structure de chaque compétition et les types de tests sont décrits en détail dans l'Avis de concours. Après chaque étape de la compétition, seuls les candidats ayant obtenu les plus hauts scores (généralement un nombre prédéterminé dans l'Avis)  sont admis à l'étape suivante.
Lorsqu'un concours est publié, les citoyens de l'UE sont invités à s'inscrire par voie électronique, en créant leur propre compte EPSO directement sur le site de l'EPSO. Toutes les communications avec les candidats sont effectuées par voie électronique par le biais de leur compte EPSO. EPSO organise normalement  des pré-tests de sélection (écrit) dans des centres de test dans le monde entier. Par conséquent, les candidats peuvent choisir leur lieu de passage des tests au moment de l'inscription en ligne. La phase d'évaluation (oral) est généralement organisée à Bruxelles ou à Luxembourg.
Un comité de sélection, composé de représentants des institutions et des membres du personnel, est chargé d'approuver le contenu des questions et d'évaluer les candidats à l'écrit et à l'oral lors des étapes de la compétition.
EPSO veille à ce que ses procédures de sélection soient justes et efficaces. Il applique notamment une politique d'égalité des chances tout au long du processus de sélection. EPSO s'assure également que les données personnelles des candidats sont traitées en conformité avec les règles sur la protection des personnes physiques.

### Les étapes du concours
La procédure de sélection pour les fonctionnaires permanents commence généralement avec des tests informatisés qui comprennent des épreuves à choix multiples afin d'évaluer les connaissances des candidats sur l'Union européenne, et, à l'instar des tests psychotechniques, les compétences numériques, verbales, de raisonnement abstrait et de jugement situationnel (cas pratiques de la vie d'un service e.g. « Vous avez un important travail à rendre et votre chef est en déplacement professionnel. Comment gérez-vous l'arrêt maladie du collègue qui a la compétence technique du dossier que doit présenter le commissaire la semaine prochaine au Parlement européen ? »). 
Selon le profil recherché, des tests intermédiaires peuvent être organisés : par exemple des tests de traduction, un etray (exercice de mise en situation devant une boîte mail virtuelle), une étude du dossier de candidature du candidat sur base de questions spécifiques (appelé Talent Screener par EPSO). 
Puis, s'ils réussissent cette étape, les candidats sont convoqués au centre d'évaluation, à Bruxelles ou à Luxembourg. Ils y passent une épreuve d'étude de cas, une présentation orale (de type job interview), un exercice de groupe et un entretien d'évaluation de compétences. EPSO n'organise pas de préparation pour les différentes étapes du concours, mais les candidats peuvent suivre des cours auprès d'entreprises privées ou de centres de formation (généralement des universités ou des écoles de renom, comme l’École nationale d'administration en France, à Strasbourg) où ils ont la possibilité de s'entraîner aux différents tests.
Pour les agents contractuels, la pré-sélection est similaire à celle des concours ouverts pour le personnel permanent : tests sur les compétences verbale, numérique, raisonnement abstrait et jugement situationnel. Ces tests, bien qu'ils reposent sur des réponses à choix multiples sur ordinateur, demeurent très sélectifs. En outre, les candidats peuvent être invités à passer un troisième test pour évaluer leurs compétences spécifiques liées au profil recherché.

### Recrutement
Le recrutement est de la seule responsabilité de chaque institution. L'EPSO a pour mission de proposer et de gérer les listes de réserve de candidats qualifiés. À la fin du processus de sélection, les candidats les mieux classés sont placés sur une liste de réserve pour examen par les institutions pour des postes précis. Ces listes de réserve sont publiées dans le site internet d'EPSO et sont normalement valables pour un à trois ans, avec possibilité de prolongation.

## Régime linguistique
Dans son arrêt du 24 septembre 2015 (affaires jointes T‑124/13 et T‑191/13), la Cour de justice européenne a conclu que le régime linguistique de l'EPSO était répréhensible en retenant les deux motifs soulevés par les gouvernements italien et espagnol. Tout d'abord, la Cour a jugé que l'EPSO n'avait pas le droit de ne communiquer avec les candidats que dans les seules langues de travail des institutions (anglais, allemand et français). En substance, le Tribunal s'attend à ce que l'EPSO s'assure que les candidats puissent être en mesure de soumettre leur candidature dans l'une des 24 langues officielles de l'UE. De plus, la correspondance de l'EPSO avec les candidats doit également être dans la langue qu'ils ont choisie pour leur candidature. Deuxièmement, la Cour a également annulé l'obligation de choisir l'anglais, le français ou l'allemand comme deuxième langue de la sélection (essentiellement la langue de la phase du Centre d'évaluation). Cela a été considéré comme de la discrimination sur la base de la langue.
Pour les concours généralistes, chaque candidat doit indiquer au moins deux langues officielles de l'Union européenne (niveau minimum requis: au moins une langue au niveau B2 ou supérieur et une langue au niveau C1 ou plus). Les langues pour les tests seront sélectionnées sur la base des choix des candidats en prenant en compte les intérêts des services de recrutement et des institutions.
Dans la deuxième phase de candidature les candidats doivent indiquer les deux langues pour les tests (choisies uniquement parmi les langues précédemment déclarées au cours de la première phase) :
- Langue 1 : langue des tests verbal, numérique et abstrait – ce peut être l'une des 24 langues de l'UE, pour laquelle le candidat a déclaré le niveau requis (niveau B2 ou supérieur). Elle doit être différente de la Langue 2
- Langue 2 : langue pour les autres tests (épreuves de compétences professionnelles, bac à courrier et autres). Ce doit être l'une des cinq langues les plus fréquemment déclarées par l'ensemble des candidats. Elle leur sera communiquée peu de temps après la fermeture de la première période d'inscription. Cette langue doit être différente de la Langue 1.

Afin d'inclure un maximum de candidats ayant l'une des cinq langues véhiculaires ci-dessus, les candidats sont invités à déclarer toutes les langues officielles de l'UE dont ils ont connaissance, y compris leur langue principale. EPSO va regrouper tous les formulaires de demande validés par la première date limite pour classer les langues déclarées au niveau B2 ou supérieur dans l'ordre décroissant, et les comparer avec les besoins des services. Les 5 langues dans lesquelles l'examen de jugement situationnel, du bac à courrier (e-tray) et autres épreuves du centre d'évaluation (langue 2) seront ainsi déterminées sur cette base par l'EPSO, agissant comme autorité de nomination.

## L'égalité de traitement
EPSO applique une politique d'égalité des chances et accepte les candidatures sans distinction fondée sur le sexe, la race, la couleur, les origines ethniques ou sociales, les caractéristiques génétiques, la langue, la religion ou les convictions, les opinions politiques ou toute autre opinion, l'appartenance à une minorité nationale, la fortune, la naissance, un handicap, l'âge ou l'orientation sexuelle.[réf. nécessaire]
EPSO applique une politique de l'anonymat comme une garantie de l'égalité de traitement des candidats. Ses procédures de sélection sont organisées, dans la mesure du possible, pour garantir une parfaite égalité de traitement. Les méthodes d'essai et les cas pratiques ou questions sont régulièrement évalués en termes d'égalité des sexes.
Les institutions n'organisent pas de sélection pour les personnes avec un handicap. Cependant, l'EPSO prend toutes les mesures susceptibles de faciliter la participation des personnes handicapées à des concours sur la base de l'égalité avec les autres candidats. En termes pratiques, l'EPSO demande aux candidats la nature de leur handicap et adapte les épreuves à leurs besoins matériels : tests en Braille, sur le papier, avec le temps supplémentaire, avec un surveillant qui assiste le candidat.

## Critiques
La politique des ressources humaines des institutions de l'UE a été l'objet de beaucoup de critiques. Bien qu'il y existe une image populaire de fonctionnaires européens sur-payés[réf. nécessaire], les nouveaux employés peuvent trouver cette image très décalée par rapport à leur propre expérience. En effet, les salaires et autres prestations ont été réduits à la suite d'une réforme de 2004 sur le personnel, alors que les salaires sont relativement attractif pour le personnel provenant des nouveaux États membres. Cette situation est aggravée par le refus de l'UE de reconnaître plus d'un niveau minimal de l'expérience de travail acquise à l'extérieur des institutions. Or, l'âge moyen d'entrée pour l'AD5 (diplômé de l'université) à la Commission est de 34 ans (Rapport sur les Ressources Humaines, Commission européenne, 2009).
Deuxièmement, les perspectives de promotion pour les administrateurs sont extrêmement réduites ; les statistiques révèlent qu'en moyenne, à la Commission européenne, la progression de la carrière de l'AD5 à AD14 (Directeur) prend 35-40 ans, une durée inatteignable pour la majorité des nouveaux fonctionnaires qui est recrutée à 34 ans. Il n'est pas rare de trouver des fonctionnaires de quarante ou cinquante ans chargés de l'exécution de tâches que les nouveaux diplômés effectueraient dès leur entrée dans des organisations plus dynamiques. L'expérience de la gestion dans les institutions est dure à gagner, de même que les possibilités pour les fonctionnaires de l'UE d'atteindre les postes de direction.[réf. nécessaire]
Comme l'EPSO ne gère que le recrutement pour les institutions, il n'a pas de compétence sur les perspectives de carrière. Au lieu de cela, le défi pour l'EPSO est d'améliorer l'administration du concours, de façon à passer au crible des milliers de candidatures à placer sur une liste de candidats qualifiés[réf. nécessaire]. Les lauréats n'ont aucune garantie légale de recrutement. Ils doivent parfois attendre leur nomination sur les listes de réserve. L'EPSO a raccourci la durée moyenne d'un concours de 15 mois à entre 5 et 9 mois. [réf. nécessaire]
Le 15 juin, le Tribunal de la fonction publique de l'Union Européenne a rendu sa décision dans l'affaire F-35/08, Pachtitis/Commission, qui a principalement concerné l'autorité de l'Office européen de sélection du personnel pour définir les pré-tests de sélection. La pierre angulaire de l'affaire était une interprétation de l'Annexe III du Règlement du Personnel, ce qui a conduit le Tribunal à conclure que seul le comité de sélection, et non pas de l'EPSO, a le pouvoir de déterminer la teneur des questions pour le pré-test de sélection. Depuis la décision, des pré-tests de sélection sont organisées sous la responsabilité du comité de sélection. À la suite de la décision, l'EPSO a dû organiser un nouveau concours pour environ 36 000 candidats qui ont été exclus du concours EPSO/AD/177/10.

## Textes juridiques
- Décision 2002/620/CE du Parlement Européen, le Conseil, la Commission, la Cour de Justice, la Cour des Comptes, le Comité Économique et Social, le Comité des Régions et du Médiateur Européen du 25 juillet 2002 instituant un comité Européen de l'Office de Sélection du Personnel des Communautés.
- La décision 2002/621/CE de la commission des Secrétaires Généraux du Parlement Européen, le Conseil et la Commission, le Greffier de la Cour de Justice, les Secrétaires Généraux de la Cour des Comptes, le Comité Économique et Social européen et au Comité des Régions, et le représentant du Médiateur Européen du 25 juillet 2002 sur l'organisation et le fonctionnement des Communautés Européennes Office de Sélection du Personnel.
- Règlement du conseil no 31 (CEE), 11 (CEEA), fixant le statut des Fonctionnaires et le régime applicable aux Autres agents de la communauté Économique Européenne et la Communauté Européenne de l'Énergie Atomique (statut, version consolidée, état: 1er janvier 2011).